# Fontána Divoženky a poletuchy
Fontána Divoženky a poletuchy, nazývaná také Divoženky a poletuchy, Fontána s divoženkami či Plastika Poletuchy, je bronzová plastika s pítkem umístěná na žulovém podstavci. Autorem díla je sochař Josef Klimeš (1928–2018). Dílo se nachází ve Františkánské zahradě v Novém Městě v Praze 1.

## Další informace
Fontána, která se nachází v západní části Františkánské zahrady, vznikla v roce 1992 a je vytvořena metodou odlévání a sekání. Znázorňuje siluety a reliéfy tří dutých tančících a rozevlátých postav (divoženky a poletuchy) s výraznými otvory v místech očí a úst. Dílo, je doplněno pítkem a je dominantním prvkem celé zahrady. Místo je celoročně volně přístupné.

## Galerie

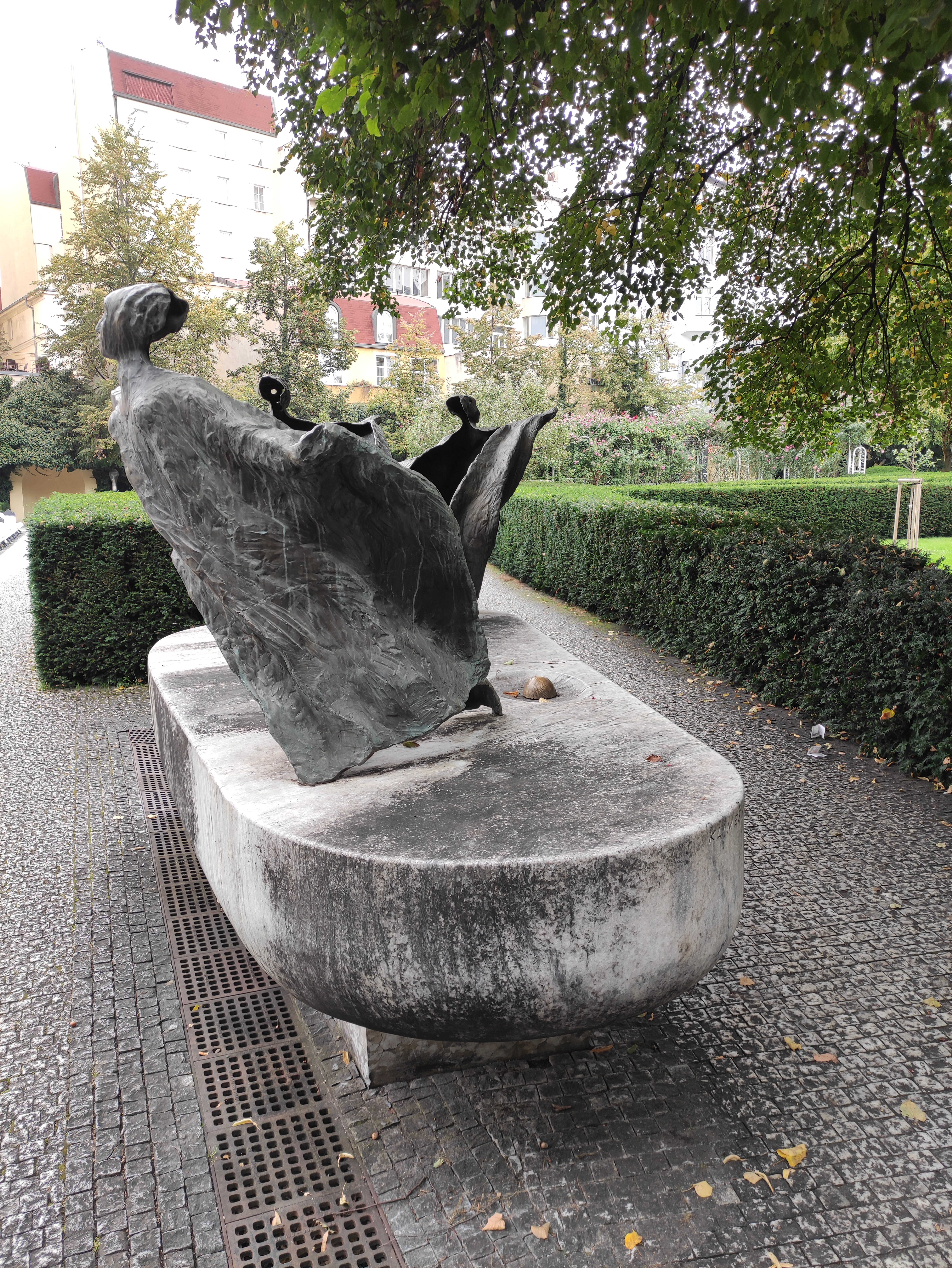
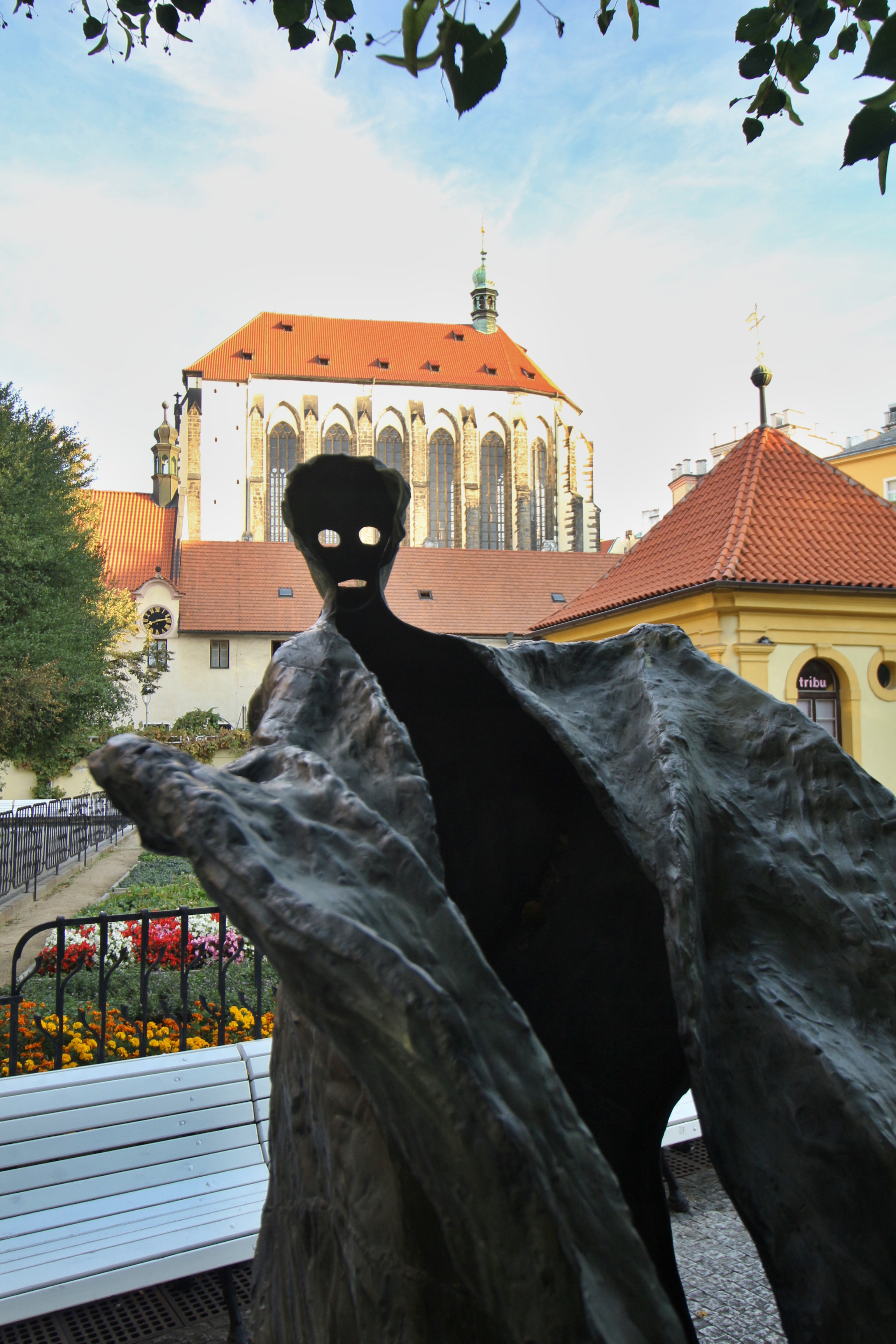
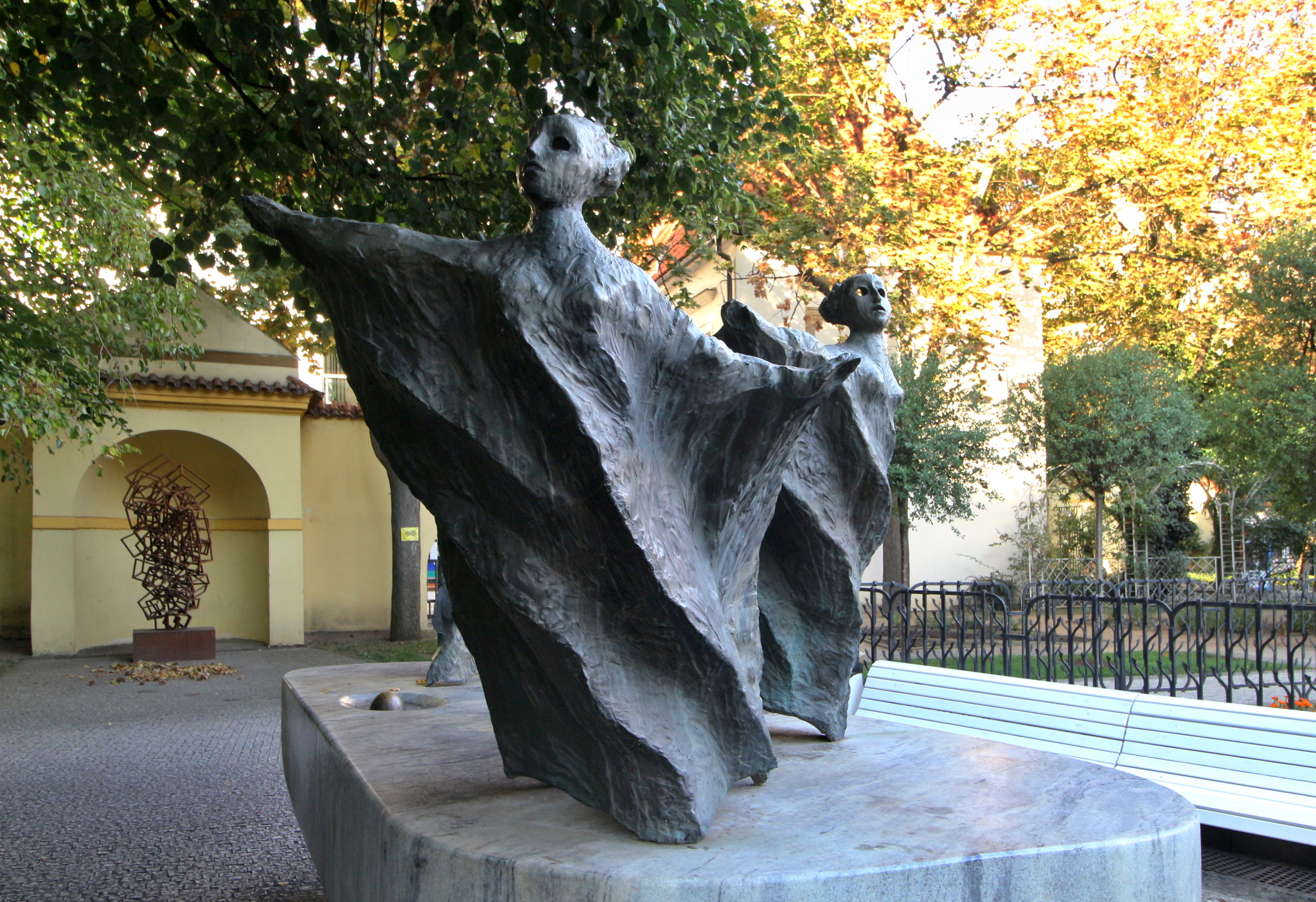
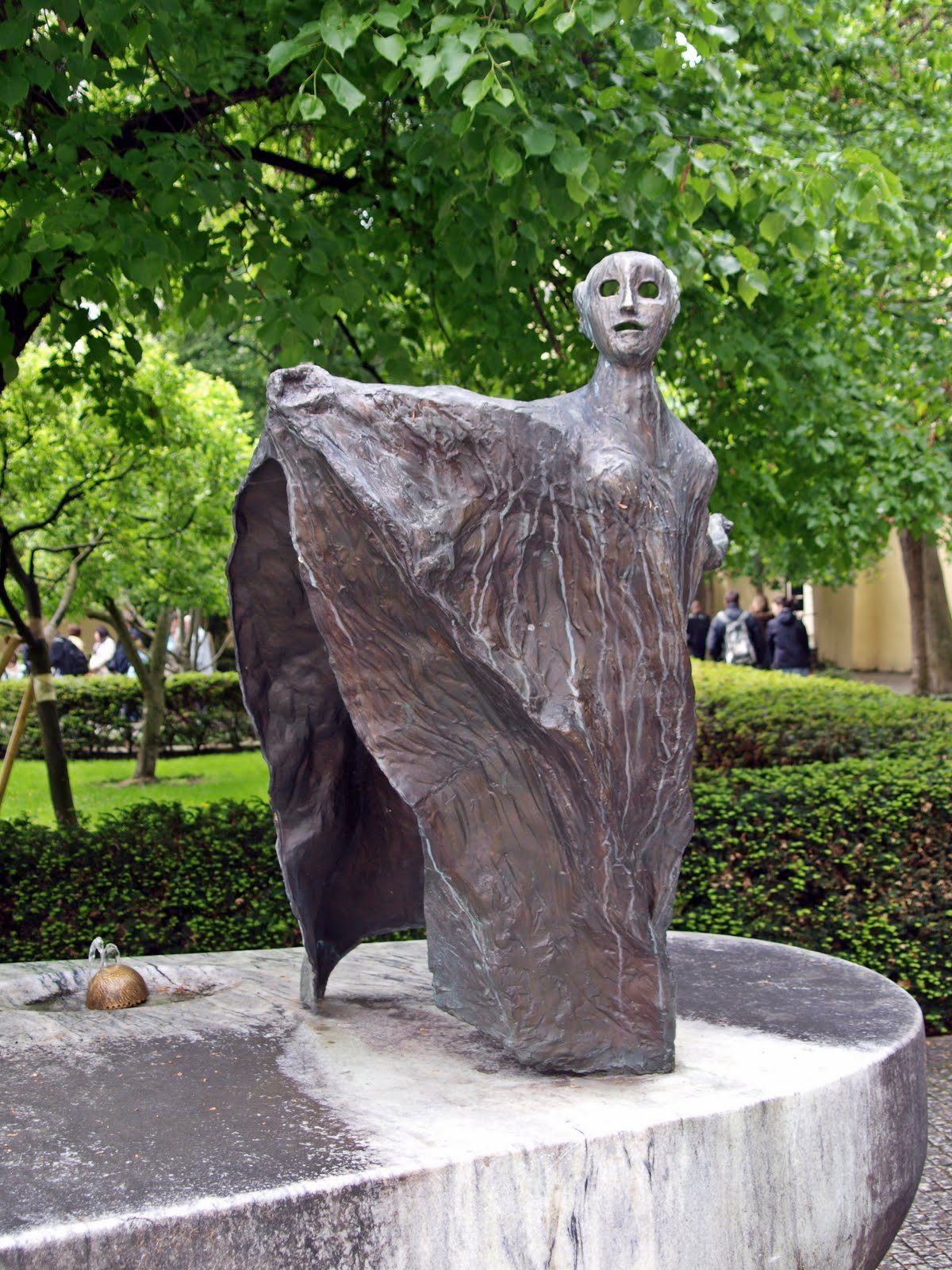
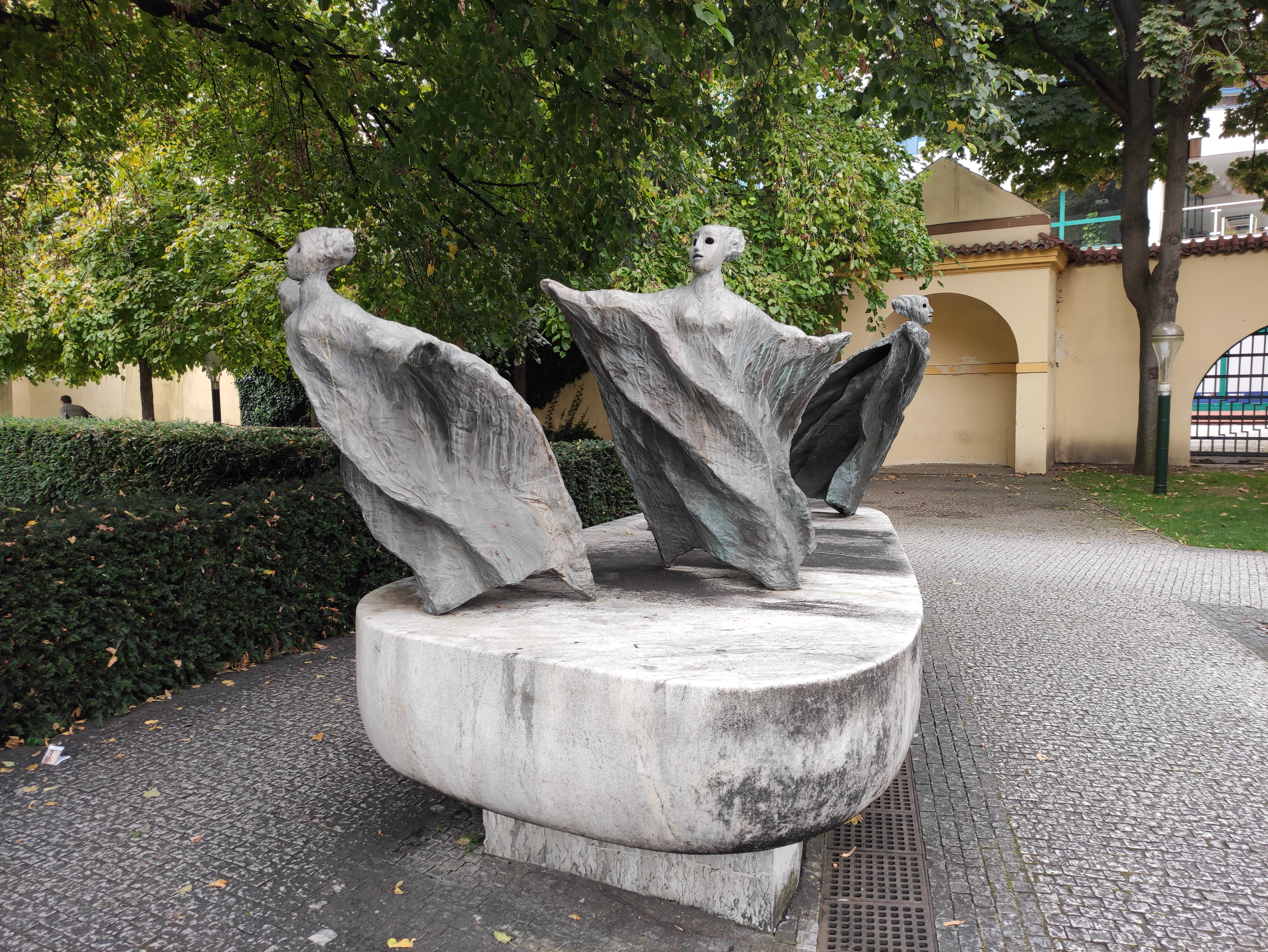
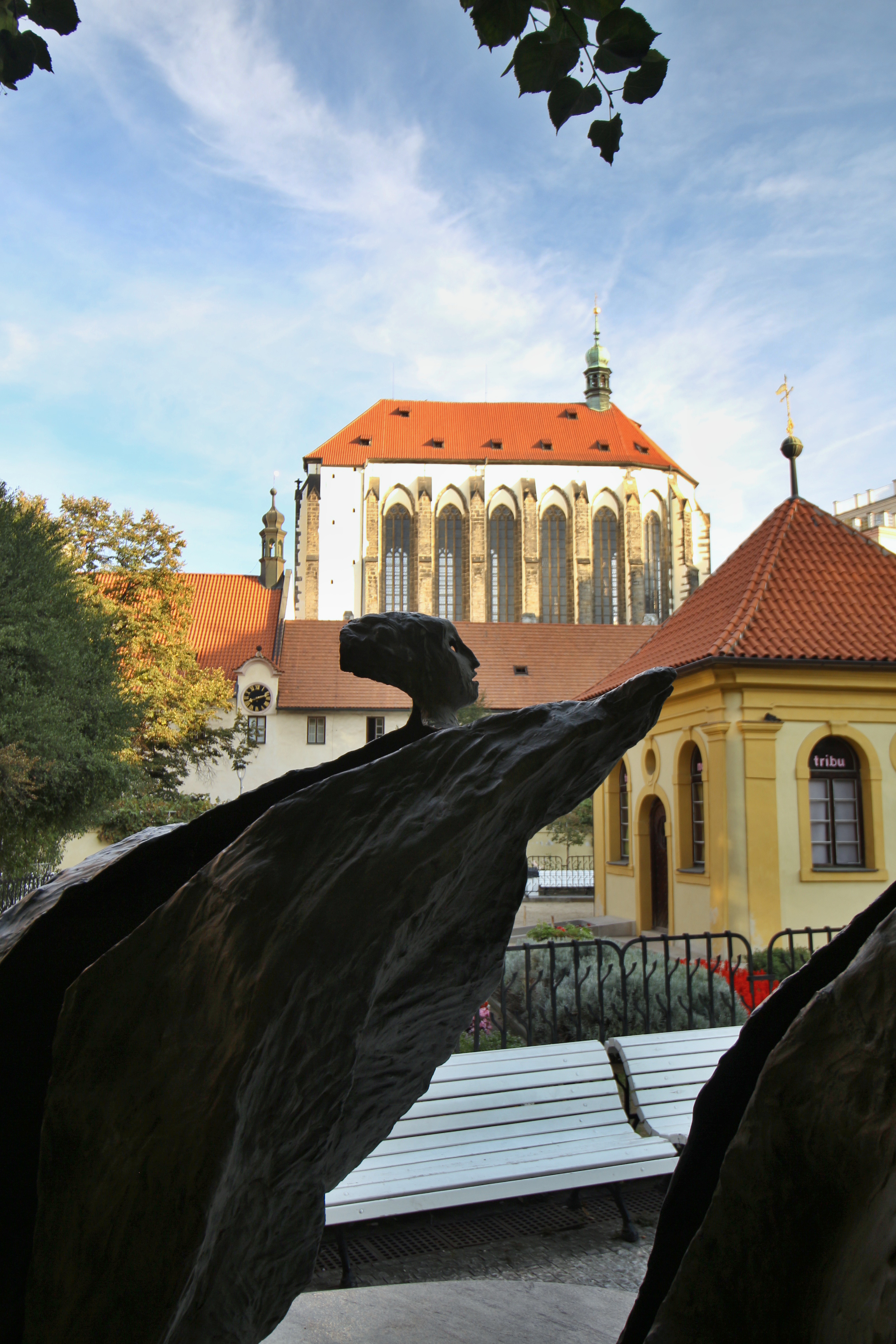